# Zvjerinjak
Zvjerinjak ima više značenja:
- Poznat i kao menažerija, zvjerinjak je putujuća zbirka životinja (često dresiranih i u sklopu cirkusa) koja ima atraktivno-zabavnu svrhu. Zvjerinjak u velikim gradovima, koji služi i poučno-znanstvenim ciljevima (obično subvencioniran od države) naziva se zoološki vrt.

- Prema hrvatskom Zakonu o lovu, zvjerinjak je površina zemljišta do 100 ha ograđena ogradom koja osigurava da divljač koja se u njemu nalazi ne može napustiti tu površinu.